# Si tú me quisieras (canción de Lu)
«Si tú me quisieras» es una canción grabada por los cantantes de Lu y fue escrita por Mario Sandoval. Fue lanzada al mercado musical el 22 de enero de 2007 como el segundo y último sencillo de su segundo álbum de estudio, Álbum.
La canción sería más tarde publicada en plataformas digitales obteniendo más de 23 millones de visualizaciones en YouTube, y más de 8 millones de reproducciones en Spotify. La canción logró posicionarse como el número 1 en países como España, Colombia y Perú, también alcanzó el número 2 en listas de México y el número 5 en Chile.

## Video musical
El vídeo musical de «Si tú me quisieras» fue publicado el 15 de julio de 2009 en la plataforma digital YouTube, fue producido por Warner Music Latina. Cuenta con más de 23 millones de reproducciones.

## Lista de canciones

### Descarga digital
| Si tú me quisieras — Single |                      |          |  |
| N.º                         | Título               | Duración |  |
| 1.                          | «Si tú me quisieras» | 5:00     |  |

## Listas

### Semanales
| País     | Lista              | Mejor posición | Ref.  |
| -------- | ------------------ | -------------- | ----- |
| España   | Listas de la Radio | 1              | [ 3 ] |
| Colombia | Listas de la Radio | 1              | [ 3 ] |
| Perú     | Listas de la Radio | 1              | [ 3 ] |
| México   | Listas de la Radio | 2              | [ 3 ] |
| Chile    | Listas de la Radio | 5              | [ 3 ] |